# Joseph Calleja
Joseph Calleja, född 22 januari 1978 i Attard i Malta, är en maltesisk operasångare (tenor).
Han gjorde sin debut som Macduff i Verdis Macbeth på Gozo 1997. Han var även delvinnare vid Plácido Domingos Operalia-tävling 1999. Han gästade Kungliga Operan som Leicester i Maria Stuarda och Rodolfo i La Bohème. Därefter har han sjungit på flera av de förnämsta operahusen, bland annat Metropolitan i New York och Covent Garden i London. Han har även medverkat på två recital-skivor hos Decca: Tenor Arias (2004) och The Golden Voice of Joseph Calleja (2006).
Calleja framträdde mycket framgångsrikt vid Last Night of the Proms 2012.

## Fotnoter
1. ↑  Opera Vivra, Opera Vivra sångar-ID: tenors/joseph-calleja, läst: 9 oktober 2017.[källa från Wikidata]
2. ↑  Discogs, Discogs artist-ID: 899549, läst: 9 oktober 2017.[källa från Wikidata]
3. ↑  Brockhaus Enzyklopädie, Brockhaus Enzyklopädie-ID: calleja-joseph, läst: 9 oktober 2017.[källa från Wikidata]
4. ↑  Pornhub-ID: 123456.[källa från Wikidata]
5. ↑  läs online, operaawards.org .[källa från Wikidata]